# Jakub Burnett
Jakub Burnett (Burneth) – złotnik lwowski, jubiler królewski.

## Życiorys
Pochodził z Edynburga w Szkocji. W Rzeczypospolitej osiedlił się w pierwszej połowie XVII wieku we Lwowie. Poślubił Annę z Grozwajerów wdowę po lwowskim złotniku Marcinie Rottendorfie. W 1637 przeszedł na wiarę katolicką, odrzekł się błędów heretyckich. Wykonywał wyroby złotnicze, klejnoty dla króla Władysława IV, używał tytułu jubilera królewskiego i faktora skarbu. Jego wyroby ceniła także polska magnateria, w testamencie, który sporządził w 1647, na liście dłużników wymienił wiele nazwisk z rodów arystokratycznych. Zgodnie z jego wolą sumy odzyskane z wierzytelności, miały być przeznaczone na budowę kaplicy w kościele karmelitów bosych we Lwowie, gdzie chciał być pochowany. Należał do najznamienitszych i najbogatszych członków patrycjatu lwowskiego.